# سباستین للیو
سباستین للیو (انگلیسی: Sebastián Lelio؛ زادهٔ ۸ مارس ۱۹۷۴) یک کارگردان، و فیلم‌نامه‌نویس اهل شیلی است.
او با فیلم گلوریا (۲۰۱۳) توانست جایزهٔ جشنواره فیلم سن‌سباستین را به دست آورد. پائولینا گارسیا نیز موفق شد برای بازی در این فیلم خرس نقره‌ای جشنواره فیلم برلین را از آنِ خود کند.